# Nealcidion coxale
Nealcidion coxale är en skalbaggsart som först beskrevs av Kirsch 1889.  Nealcidion coxale ingår i släktet Nealcidion och familjen långhorningar. Inga underarter finns listade i Catalogue of Life.